# Onyar
Der Onyar (katalanisch [uˈɲa]; spanisch Oñar [oˈɲaɾ]) ist ein Fluss in Katalonien (Nordostspanien), der im Guillerie-Massiv an der Spitze der Serralada Transversal beginnt. Der Onyar mündet in der Stadt Girona in den Ter.